# Telechești
Telechești – wieś w Rumunii, w okręgu Vâlcea, w gminie Măldărești. W 2011 roku liczyła 188 mieszkańców.